# Jämshögs landskommun
Jämshögs landskommun var en tidigare kommun i Blekinge län.

## Administrativ historik
När 1862 års kommunalförordningar började gälla inrättades över hela landet cirka 2 400 landskommuner, de flesta bestående av en socken. Därutöver fanns 89 städer och 8 köpingar, som då blev egna kommuner.
Denna kommun bildades i Jämshögs socken i Listers härad i Blekinge. Redan i oktober samma år skedde en delning då ett område bröts ut för att bilda Kyrkhults landskommun. 1941 bröts sedan Olofström ut för att bilda Olofströms köping. Kommunreformen 1952 påverkade inte Jämshögs kommun, utan den kvarstod som egen kommun fram till 1967 när området gick upp i Olofströms köping.
Kommunkoden 1952–66 var 1017.

### Kyrklig tillhörighet
I kyrkligt hänseende tillhörde kommunen Jämshögs församling tillsammans med Olofströms köping.

## Kommunvapen
Blasonering: I rött fält tre ekollon av silver, ordnade två och ett, och däröver en med tre röda liljor belagd ginstam av silver.
Kommunvapnet fastställdes av Kunglig Majestät år 1947. Ekollonen symboliserar skogsbruket i kommunen, inom vilket eken är viktig och liljorna är hämtade från ätten Estenbergs vapen (professor Petrus Estenberg var fordom prost i Jämshög).

## Geografi
Jämshögs landskommun omfattade den 1 januari 1952 en areal av 173,36 km², varav 158,95 km² land.

### Tätorter i kommunen 1960
I Jämshögs landskommun fanns tätorten Jämshög, som hade 1 024 invånare den 1 november 1960. Tätortsgraden i kommunen var då 29,8 procent.

## Politik

### Mandatfördelning i valen 1938–1962
|  | 17 | 4 |  | 7 |

| 29 |

|  | 10 | 6 | 3 | 5 |

| 24 |

| 2 | 10 | 6 | 3 | 4 |

| 24 |

| 12 | 5 | 4 | 4 |

| 24 |

|  | 12 | 4 | 4 | 4 |

| 23 |

|  | 11 | 5 | 3 | 5 |

| 23 |

|  | 12 | 5 | 3 | 4 |

| 22 |